# Of Beauty and Rage
Albums de Red
Release The Panic : Recalibrated
(2014)
Of Beauty and Rage est le cinquième album studio du groupe de metal alternatif américain, RED dont la sortie le 24 février 2015. Cet album est pour le groupe une volonté de retour aux source à des sonorités plus mélodiques après le dernier album Release The Panic, caractérisé par un son plus agressif que ses prédécesseurs. Il est donc produit par Rob Graves, nommé plusieurs fois aux Grammy Awards, qui a déjà produit les trois premiers albums de Red et fut l'artisan du succès du groupe à la fin des années 2000.
Cet album est le plus long jamais écrit par le groupe puisqu'il dure plus d'une heure et comporte 15 pistes contre 34 minutes et seulement 10 musiques à Release The Panic.
Of Beauty and Rage effectue donc un retour aux sources puisqu'il redonne une place prédominante à l'orchestre et au piano comme c'était le cas sur les premiers albums de Red, End of Silence et Innocence & Instinct. Cependant, Red parvient à conserver en même temps des sonorités lourdes sur la majorité des morceaux de l'album. Le groupe incorpore enfin des éléments électroniques et industriels discrets sur certains morceaux comme Falling sky
Of Beauty and Rage est acclamé par les critiques, qui notent un album à la fois agressif et mélodique et une recherche artistique plus forte que sur son prédécesseur.

## Liste des pistes
| Of Beauty and Rage | Of Beauty and Rage     | Of Beauty and Rage | Of Beauty and Rage | Of Beauty and Rage | Of Beauty and Rage | Of Beauty and Rage | Of Beauty and Rage | Of Beauty and Rage | Of Beauty and Rage |
| No                 | Titre                  | Durée              |                    |                    |                    |                    |                    |                    |                    |
| ------------------ | ---------------------- | ------------------ | ------------------ | ------------------ | ------------------ | ------------------ | ------------------ | ------------------ | ------------------ |
| 1.                 | Descent                | 1:27               |                    |                    |                    |                    |                    |                    |                    |
| 2.                 | Impostor               | 4:17               |                    |                    |                    |                    |                    |                    |                    |
| 3.                 | Shadow and Soul        | 5:41               |                    |                    |                    |                    |                    |                    |                    |
| 4.                 | Darkest Part           | 4:01               |                    |                    |                    |                    |                    |                    |                    |
| 5.                 | Fight To Forget        | 3:27               |                    |                    |                    |                    |                    |                    |                    |
| 6.                 | Of These Chains        | 3:54               |                    |                    |                    |                    |                    |                    |                    |
| 7.                 | Falling Sky            | 5:25               |                    |                    |                    |                    |                    |                    |                    |
| 8.                 | The Forest             | 0:59               |                    |                    |                    |                    |                    |                    |                    |
| 9.                 | Yours Again            | 4:48               |                    |                    |                    |                    |                    |                    |                    |
| 10.                | What You Keep Alive    | 5:20               |                    |                    |                    |                    |                    |                    |                    |
| 11.                | Gravity Lies           | 4:33               |                    |                    |                    |                    |                    |                    |                    |
| 12.                | Take Me Over           | 3:49               |                    |                    |                    |                    |                    |                    |                    |
| 13.                | The Ever               | 4:12               |                    |                    |                    |                    |                    |                    |                    |
| 14.                | Part That's Holding On | 4:46               |                    |                    |                    |                    |                    |                    |                    |
| 15.                | Ascent                 | 3:45               |                    |                    |                    |                    |                    |                    |                    |
| 60:34              |                        |                    |                    |                    |                    |                    |                    |                    |                    |

## Crédits
- Michael Barnes - Chant
- Anthony Armstrong - Guitare solo, chœurs
- Randy Armstrong - Basse, chœurs
- Dan Johnson - Batterie